# Suchobiezwodnoje (osiedle typu miejskiego)
Suchobiezwodnoje (ros. Сухобезводное) – osiedle typu miejskiego w Rosji, w obwodzie niżnonowogrodzkim, w okręgu miejskim Siemionowa. W 2010 liczyło 6376 mieszkańców.